# Jesus of Lübeck
Jesus of Lübeck — військове судно 16 століття, карака, побудована у Вільному місті Любек близько 1520 року.
Близько 1540 року корабель придбав король Англії Генріх VIII, що використовував його для представницьких цілей. Корабель брав участь в обороні під час французького вторгнення на острів Уайт в 1545 році. Цього з року разом із кораблем Samson судно було задіяне в невдалій спробі підняти флагман Генріха VIII, Мері Роуз, який був потоплений французами під час битви в протоці Солент. У 1563 році, за правління королеви Єлизавети I, Jesus of Lübeck був зафрахтований групою купців, які займалися работоргівлею і контрабандою в Атлантиці. Адмірал Джона Гокінс організував чотири рейси від узбережжя Західної Африки до островів Вест-Індії між 1562 і 1568 роками. Під час останнього плавання, у вересні 1568 року, Jesus of Lübeck разом із кількома іншими англійськими кораблями зустрів іспанський флот біля Сан-Хуан-де-Улуа (сучасний Веракрус, Мексика). В результаті битви Jesus of Lübeck був пошкоджений і захоплений іспанцями. Пізніше сильно пошкоджене судно було продано місцевому купцю за 601 дукат.